# Balthasar Matty
Johann Georg Balthasar Matty (* 22. Mai 1804 in Alzey; † 7. Januar 1883 ebenda) war ein deutscher Pfarrer, liberaler Landtagsabgeordneter und erster Prediger der rheinhessischen Freiprotestanten.

## Leben
Balthasar Matty war Sohn des Alzeyer Dekans Friedrich Franz Matty (1755–1833). Seine Mutter Anna Barbara geb. Kessler (1773–1816) starb, als er zwölf Jahre alt war. Ab 1822 studierte er an der Universität Gießen Theologie. Vor der Übernahme der evangelischen Pfarrstelle in Frei-Laubersheim 1829 arbeitete Matty drei Jahre als Vikar in Alzey. Am 19. Januar 1830 heiratete er die Pfarrerstochter Charlotte Paul. Das Ehepaar hatte neun Kinder, von denen aber zwei schon im Kleinkindalter starben.

## Leistungen
Matty war Teilnehmer am Hambacher Fest und beteiligte sich an der bürgerlichen Revolution 1848/1849. Wegen seiner politischen Aktivitäten wurde er nach einem Disziplinarverfahren 1851 aus dem Kirchendienst entlassen. Von 1849 bis 1856 und von 1872 bis 1881 war er Abgeordneter des Großherzoglich-Hessischen Landtags und wurde von dem Mainzer Demokraten Ludwig Bamberger als „einer der bedeutendsten Liberalen des Landes“ bezeichnet. 1851 stand er als Abgeordneter der deutschkatholischen Gemeinde Mainz gegen die Angriffe des Staatsanwaltes Dr. Schalk und des katholischen Bischofs Wilhelm von Ketteler bei, was zu einer Grundsatzdebatte der Zweiten Kammer des Landtages über die Religionsfreiheit führte. 1877 erklärte Matty sich bereit, die „Funktionen eines Religionslehrers und Predigers“  in der ein Jahr zuvor gegründeten freiprotestantische Bewegung zu übernehmen. Seine regionale Bekanntheit führte zu einem starken Zulauf in die rheinhessische freiprotestantische Religionsgemeinschaft.

## Werke
- Kurz gefasster Ueberblick der christlichen Kirchengeschichte zum Gebrauch in den christlichen Volksschulen: aber auch den Erwachsenen dienlich zum Selbstunterricht. 1835